# Pierre Martin (romancier)
Pour les articles homonymes, voir Pierre Martin et Martin.
Pierre Martin est le nom de plume d’un écrivain allemand qui a publié une série de succès de librairie mettant en scène une commissaire de police dans le sud de France.

## Biographie
Selon l’éditeur, Pierre Martin a également écrit d’autres romans policiers se déroulant en France et en Italie,
En 2020, Pierre Martin a publié sept romans policiers sous ce nom, tous aux éditions Droemer Knaur. Un huitième volume est en préparation début 2021. L’action de tous ces romans se situe en Provence, dans le sud de la France, comme le suggère le sous-titre « Ein Provence-Krimi ».

## Madame la commissaire
Le personnage principal, la commissaire Isabelle Bonnet, est originaire du village fictif de Fragolin, situé dans le massif des Maures, en retrait de la Côte d'Azur. Elle dirigeait une unité antiterroriste à Paris lorsqu’elle a été grièvement blessée lors d’un attentat. Elle retourne alors à Fragolin où elle prend la tête d’une unité spéciale de la police nationale, au grand dam de ses homologues de la police et de la gendarmerie.
Elle aime le mode de vie du sud de la France avec les plages, le vin rosé et la bonne cuisine. Dans les intrigues, elle a généralement des amants qui sont des personnalités indépendantes (maire, riches héritiers et mécènes, artistes). Son unique assistant, qui l’admire, est Apollinaire, un policier un peu excentrique et souvent inutile dans les situations dangereuses. Il est cependant très travailleur et possède d’excellentes compétences en informatique. Au-dessus d’Isabelle Bonnet se trouve Maurice Balancourt, éminence grise de la police nationale à Paris. Il lui donne à plusieurs reprises des ordres spéciaux et lui accorde un soutien absolu contre les unités traditionnelles de police. Sa secrétaire, Jacqueline, est amie proche de Bonnet. À Fragolin, Bonnet a une autre amie, Clodine. Cette dernière tient une boutique de souvenirs et, grâce à ses liens sociaux, récolte toujours des informations utiles pour Bonnet.
Ces ouvrages sont conçus comme des lectures de vacances proposant une « atmosphère de bien-être » adaptés aux Allemands amoureux de la France. Les lieux sont donc souvent des destinations touristiques typiques comme Saint-Tropez, Gassin, Sanary-sur-Mer, Les Baux-de-Provence dans un « cadre onirique », dont l’auteur dépeint les paysages,,. Ces livres sont également rapportés par la presse comme des livres pour les vacances.

## Réception
En 2020, le roman Madame le Commissaire und die Frau ohne Gedächtnis est le 4e livre de fiction le plus vendu en Suisse.

## Œuvres
- 2014 : Pierre Martin, Madame le Commissaire und der verschwundene Engländer Roman, 2014 (ISBN 978-3-426-51384-2 et 3-426-51384-6, OCLC 864664180, lire en ligne) (Madame le Commissaire et l’Anglais disparu)
- 2015 : Pierre Martin, Madame le Commissaire und die späte Rache ein Provence-Krimi, märz 2018 (ISBN 978-3-426-52111-3 et 3-426-52111-3, OCLC 1039843412, lire en ligne) (Madame le Commissaire et la vengeance tardive)
- 2016 : Pierre Martin, Madame le Commissaire und der Tod des Polizeichefs Kriminalroman, mai 2016 (ISBN 978-3-426-51872-4 et 3-426-51872-4, OCLC 929766844, lire en ligne) (Madame le Commissaire et la mort du chef de la police)
- 2017 : Pierre Martin, Madame le Commissaire und das geheimnisvolle Bild ein Provence-Krimi, mai 2017 (ISBN 978-3-426-52032-1 et 3-426-52032-X, OCLC 964394820, lire en ligne) (Madame le Commissaire et la peinture mystérieuse), disponible en audiolivre [9]
- 2018 : Pierre Martin, Madame le Commissaire und die tote Nonne : ein Provence-Krimi (ISBN 978-3-426-52197-7 et 3-426-52197-0, OCLC 1030776347, lire en ligne) (Madame le Commissaire et la religieuse morte)
- 2019 : Pierre Martin, Madame le Commissaire und der tote Liebhaber ein Provence-Krimi, juin 2019 (ISBN 978-3-426-52198-4 et 3-426-52198-9, OCLC 1062348467, lire en ligne) (Madame le Commissaire et l’amant mort)
- 2020 : Pierre Martin, Madame le Commissaire und die Frau ohne Gedächtnis Ein Provence-Krimi, 2020 (ISBN 978-3-426-52199-1 et 3-426-52199-7, OCLC 1126580034, lire en ligne) (Madame le Commissaire et la femme sans mémoire)
- en préparation : Madame le Commissaire und die panische Diva (Madame le Commissaire et la diva paniquée)